# Haiti na Letnich Igrzyskach Olimpijskich 2000
Haiti na Letnich Igrzyskach Olimpijskich 2000 reprezentowało 5 zawodników, 3 mężczyzn i 2 kobiety.

## Skład kadry

### Judo
- Ernst Laraque - kategoria do 73 kg (odpadł w 1 rundzie)

### Lekkoatletyka
- Gerald Clervil - bieg na 400 m mężczyzn (odpadł w 1 rundzie eliminacji)
- Dudley Dorival - bieg na 110 m przez płotki mężczyzn (7. miejsce)
- Nadine Faustin - bieg na 100 m przez płotki kobiet (odpadła w 2 rundzie eliminacji)

### Tenis ziemny
- Neyssa Étienne - gra pojedyncza kobiet (odpadła w 1 rundzie)